# José Manuel Prado
José Manuel Prado Prado (nascido em 7 de outubro de 1975) é um jogador de bocha paralímpico espanhol. Atualmente pertence à equipe A.D. Aixiña. Elegível na classe BC1, Prado competiu nos Jogos Paralímpicos de Londres 2012 e acabou perdendo por 4 a 5 nas oitavas de final. Em outubro de 2013, Prado foi considerado o sexto melhor atleta espanhol de sua categoria.